# Carina Militaru
Carina Alexandra Militaru (* 11. Januar 2001) ist eine ehemalige rumänische Skispringerin.

## Werdegang
Carina Militaru startete international erstmals im Rahmen zweier Wettbewerbe des FIS Cups in Râșnov, bei denen sie die Plätze neun und zehn belegte. Seitdem nahm sie in den Folgejahren regelmäßig an weiteren FIS Cup-Wettbewerben teil; ihre beste Platzierung waren dabei zwei vierte Plätze. Militaru debütierte am 1. und 2. März 2014 in Falun im Continental Cup, wo sie den zehnten und zwölften Platz belegte und damit direkt ihre ersten Continental-Cup-Punkte erreichte. Die Platzierungen waren zugleich auch ihre besten im Continental Cup. Ein Debüt in einem Einzelwettbewerb des Skisprung-Weltcups gelang ihr trotz mehrerer Qualifikationsversuche nicht. Am 16. Dezember 2017 gab sie schließlich im Rahmen des Teamwettbewerbs von Hinterzarten ihr Weltcupdebüt, bei dem sie gemeinsam mit Bianca Elena Stefanuta, Andreea Diana Trâmbițaș und Daniela Haralambie antrat und für Rumänien den elften und letzten Platz belegte.
In den Saisons 2013/14 und 2014/15 gewann Militaru die Gesamtwertung des FIS-Carpath-Cup.
Bei den Rumänischen Meisterschaften 2018 in Râșnov gewann Militaru die Goldmedaille im Einzelwettbewerb von der Normalschanze.
Beim Europäischen Olympischen Winter-Jugendfestival 2017 in Erzurum wurde Militaru Neunte im Einzelwettbewerb. Zudem startete sie im Einzel- und Teamwettbewerb bei den Nordischen Junioren-Skiweltmeisterschaften 2018 in Kandersteg, erreichte jedoch jeweils keine vorderen Platzierungen.

## Statistik

### Continental-Cup-Platzierungen
| Saison  | Platz | Punkte |
| ------- | ----- | ------ |
| 2013/14 | 26.   | 048    |
| 2017/18 | 68.   | 014    |